# Loknja (Pskow)
Loknja (russisch Ло́кня) ist eine Siedlung städtischen Typs in der Oblast Pskow in Russland mit 3872 Einwohnern (Stand 14. Oktober 2010).

## Geographie
Der Ort liegt gut 150 km Luftlinie südöstlich des Oblastverwaltungszentrums Pskow. Er befindet sich etwa vier Kilometer vom rechten Ufer des namensgebenden linken Lowat-Nebenflusses Loknja entfernt.
Loknja ist Verwaltungszentrum des Rajons Loknjanski sowie Sitz und einzige Ortschaft der Stadtgemeinde (gorodskoje posselenije) Loknja.

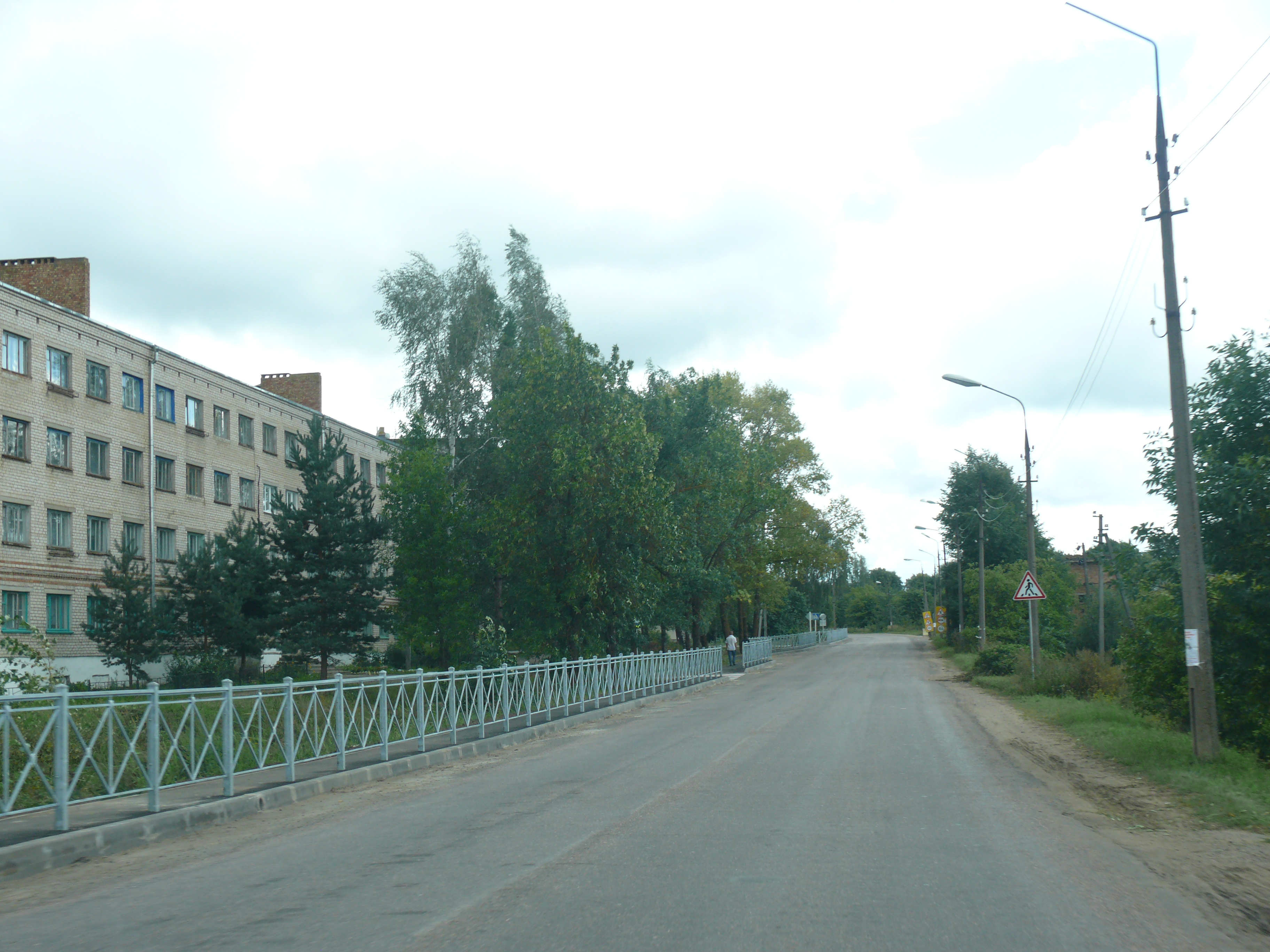
Straße in Loknja
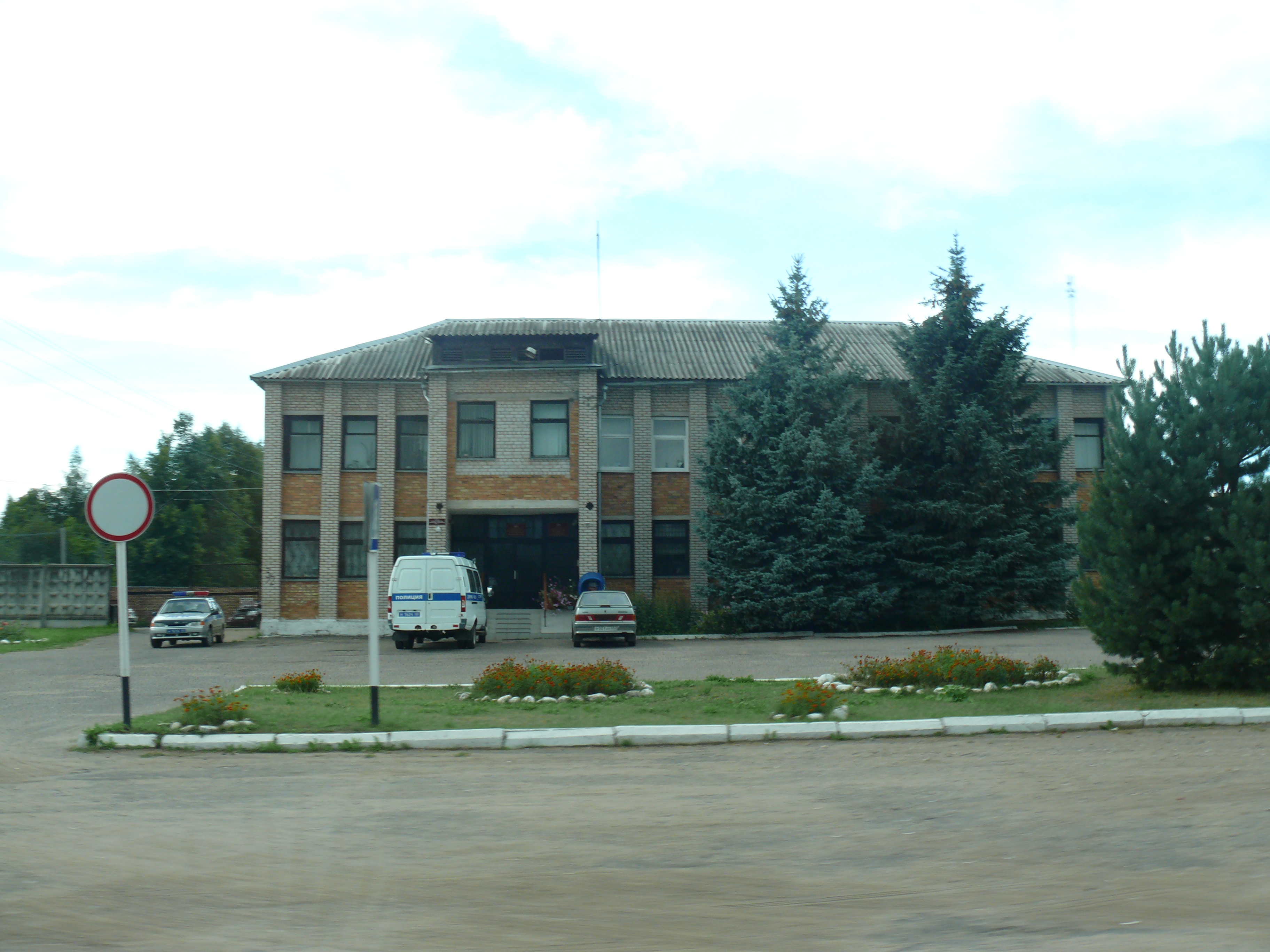
Polizeidienststelle in Loknja
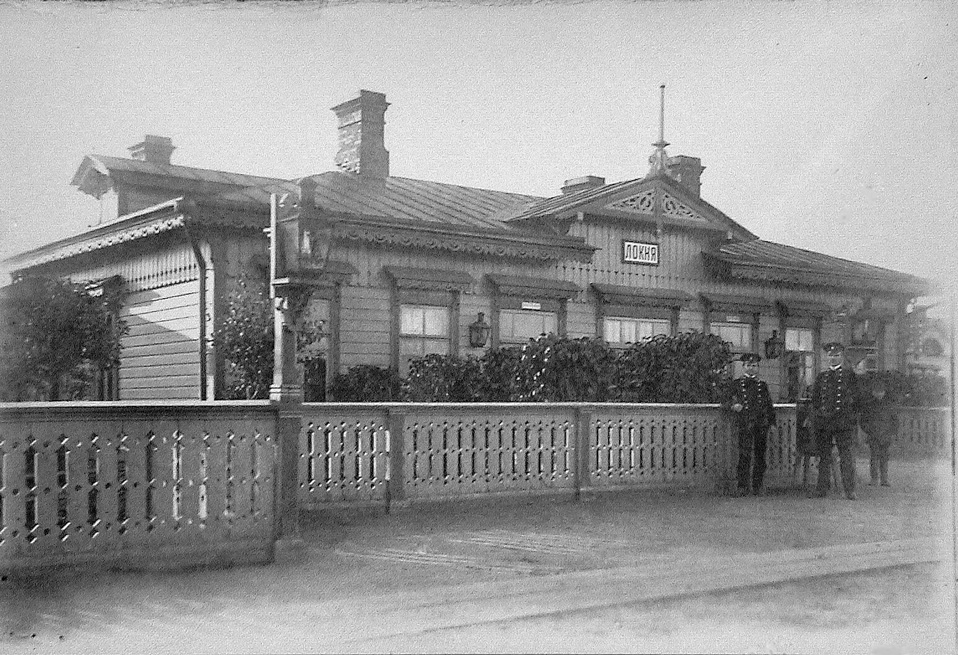
Bahnhof Loknja (vor dem Ersten Weltkrieg)

## Geschichte
Der Ort entstand 1901 im Zusammenhang mit dem Bau der Eisenbahnstrecke Sankt Petersburg – Witebsk, als dort eine nach dem nahen Fluss benannte Stations mit umliegender Siedlung errichtet wurde. Die heute zum Ort gehörende Ortschaft Wlizy wurde bereits 1488 erstmals urkundlich erwähnt.
Am 1. August 1927 wurde Loknja Verwaltungssitz eines neu geschaffenen, nach ihm benannten Rajons. 1941 erhielt der Ort den Status einer Siedlung städtischen Typs. Im Zweiten Weltkrieg war Loknja von 25. Juli 1941 bis 26. Februar 1944 von der deutschen Wehrmacht besetzt.

### Bevölkerungsentwicklung
| Jahr | Einwohner |
| ---- | --------- |
| 1939 | 2194      |
| 1959 | 3421      |
| 1970 | 4277      |
| 1979 | 5262      |
| 1989 | 6061      |
| 2002 | 4898      |
| 2010 | 3872      |

Anmerkung: Volkszählungsdaten

## Verkehr
Loknja besitzt einen Bahnhof bei Kilometer 365 der auf diesem Abschnitt 1903 eröffneten Eisenbahnstrecke Sankt Petersburg – Dno – Nowosokolniki – Newel – Wizebsk (Belarus).
Durch die Siedlung verläuft die Regionalstraße 58K-079, die von der 60 km südlich gelegenen Stadt Welikije Luki kommend weiter nach Osten zur Grenze der Oblast Nowgorod führt, dort als 49K-15 in Richtung Cholm – Staraja Russa – Schimsk. In nordwestlicher Richtung zweigt die 58K-019 über Beschanizy und Noworschew nach Puschkinskije Gory ab.